# パヤム・ニアズマンド
パヤム・ニアズマンド（1995年4月6日 - ）はイランのサッカー選手。ポジションはGK。フーラッド・モバラケ・セパハンFC所属。

## 経歴
リーグで940分間にわたって得点を許さなかった記録を持つ。
2015年にペイカーンFCでキャリアを始め、24試合に出場する。2018年にはフーラッド・モバラケ・セパハンFCに加入した。
2021年7月13日、ポルティモネンセSCに加入し、欧州移籍を果たした。しかし、サムエウ・ポルトゥガウの牙城を崩せず、中村航輔との2番手争いにも敗れ、2022-23シーズンよりセパハンに期限付き移籍した。

### 代表
2020年10月8日のウズベキスタン代表との親善試合でA代表デビュー。
2022 FIFAワールドカップを戦う本大会メンバーにも選出された。

## 代表歴

### 出場大会
- イラン代表
  - 2022 FIFAワールドカップ

### 試合数
- 国際Aマッチ 6試合 0得点（2020年-）[7]

| イラン代表 | 国際Aマッチ | 国際Aマッチ |
| 年         | 出場        | 得点        |
| ---------- | ----------- | ----------- |
| 2020       | 1           | 0           |
| 2021       | 0           | 0           |
| 2022       | 0           | 0           |
| 2023       | 5           | 0           |
| 2024       |             |             |
| 通算       | 6           | 0           |